# Бремуа
Бремуа́ (фр. Brémoy) — коммуна во Франции, находится в регионе Нижняя Нормандия. Департамент коммуны — Кальвадос. Входит в состав кантона Оне-сюр-Одон. Округ коммуны — Вир.
Код INSEE коммуны — 14096.

## Население
Население коммуны на 2010 год составляло 216 человек.
| 1962 | 1968 | 1975 | 1982 | 1990 | 1999 | 2010 |
| ---- | ---- | ---- | ---- | ---- | ---- | ---- |
| 261  | 209  | 194  | 183  | 181  | 226  | 216  |

## Экономика
В 2010 году среди 162 человек трудоспособного возраста (15—64 лет) 117 были экономически активными, 45 — неактивными (показатель активности — 72,2 %, в 1999 году было 66,0 %). Из 117 активных жителей работали 111 человек (63 мужчины и 48 женщин), безработных было 6 (1 мужчина и 5 женщин). Среди 45 неактивных 12 человек были учениками или студентами, 20 — пенсионерами, 13 были неактивными по другим причинам.